# Předseda vlády Lucemburska
Předseda vlády Lucemburska (lucembursky: Premierminister vu Lëtzebuerg; francouzsky: Premier ministre luxembourgeois; německy: Premierminister von Luxemburg) je hlavou vlády Lucemburska. Titul "první ministr" se užívá od roku 1989. Předtím, od roku 1857, byl předseda kabinetu nazýván "prezident vlády", před rokem 1857 pak "prezident rady ministrů". Premiér je někdy též neformálně nazýván státní ministr. Od vyhlášení první ústavy v roce 1848 až do počátku 20.století dominovali lucemburské politice nezávislí politici a státníci. Pravomoci velkovévody zůstávaly neoslabeny, a proto panovník aktivně vybíral a osobně jmenoval předsedu vlády. V důsledku toho byl premiér často umírněný, bez silné vazby k jedné ze dvou hlavních ideologických frakcí v parlamentu (sekulárních liberálů a katolických konzervativců). Na počátku 20. století nástup sociální demokracie zpolitizoval atmosféru. Po první světové válce pak vznikl formalizovaný stranický systém, Émile Reuter se stal prvním stranickým premiérem. Postavení lucemburského premiéra je nicméně specifické, dle ústavy není nadřízeným ministrů vlády. Proto podepisuje pouze ty legislativní a výkonné akty, které spadají do jeho výslovné oblasti působnosti. Ministr tedy může parlamentu předložit zákon či návrh i bez premiérova souhlasu. Mocenská pozice premiéra je nicméně posilována tím, že mu podléhá řada bezpečnostních orgánů, včetně tajné služby, a sehrává také velkou roli v zahraniční politice. Každoročně (obvykle v dubnu) přednáší premiér sledovanou Zprávu o stavu národa (podobně jako třeba americký prezident). Oficiální rezidence předsedy vlády se nachází v komplexu budov zvaného Hôtel Saint-Maximin na náměstí Clairefontaine v Lucemburku. Bývalí lucemburští premiéři, i vzhledem ke svému nezbytnému jazykovému vybavení (Lucembursko má tři úřední jazyky), bývají značně úspěšní v orgánech Evropské unie a jiných mezinárodních organizacích (předsedy Evropské komise byli Gaston Thorn, Jacques Santer či Jean-Claude Juncker).